# Solar Power (single)
Solar Power is een nummer van de Nieuw-Zeelandse zangeres Lorde uit 2021. Het is de eerste single van haar gelijknamige derde studioalbum.

## Achtergrondinformatie
Aanvankelijk wilde Lorde het nummer op Rock DJ van Robbie Williams laten lijken (beide nummers bevatten verwijzingen naar Can I Kick It? van A Tribe Called Quest), maar later leek het toch meer op Loaded van Primal Scream. Op "Solar Power" zingt Lorde dat de natuur en het buitenleven ideaal zijn om te ontsnappen aan de stress van het dagelijks leven. Daarnaast klinkt het nummer opvallend zomers. "Het gaat over die aanstekelijke, flirterige zomerenergie die ons allemaal in zijn greep heeft", aldus Lorde.
"Solar Power" werd een grote hit in Lorde's thuisland Nieuw-Zeeland, waar het de 2e positie haalde. In Nederland had het nummer minder succes met een 17e positie in de Tipparade.

## Tracklijst
- Muziekdownload

1. "Solar Power" - 3:21